# Zeyaur Khan
Zeyaur Rahman Khan (nacido en la India) es un entomólogo especializado en gestión de hábitats y técnicas agrícolas sostenibles. Desde 1993 trabaja como profesor investigador en el Centro Internacional de Fisiología y Ecología de los Insectos (Icipe) en Nairobi, Kenia y, desde 2009, como profesor visitante de Entomología en la Universidad Cornell.
Khan desarrolló junto a John Pickett una técnica agrícola llamada Push-Pull para controlar la maleza y los insectos que afectan los cultivos en los países en desarrollo. Su trabajo ha sido reconocido con el Premio Nan-Yao Su de la Sociedad Estadounidense de Entomología (2010) y con el premio de la Academia Mundial de Ciencias en el rubro de Ciencias Agrícolas (2011), el cual compartió con la fitopatóloga etíope Segenet Kelemu.
Antes de incorporarse al Icipe, Khan cursó el doctorado en fisiología de insectos en el Instituto Indio de Investigaciones Agrícolas de Nueva Delhi (IARI, 1980) y trabajó en la Universidad Estatal de Kansas y en el Instituto Internacional de Investigación del Arroz. Es también miembro honorario (fellow) de la Sociedad Estadounidense de Entomología (ESA, 2010), de la Real Sociedad de Entomología del Reino Unido, de la Academia Mundial de Ciencias (TWAS, 2013) y de la Academia Africana de Ciencias (AAS).